# Matthias Flohr
Matthias Flohr (* 29. März 1982 in Aachen) ist ein ehemaliger deutscher Handballspieler. Der 1,87 m lange Flohr spielte auf der Position Linksaußen, gelegentlich auch Kreis Mitte. In der Defensive galt er als zweikampfstark und vielseitig einsetzbar. Mittlerweile ist er als Trainer tätig.

## Karriere
Flohr begann mit dem Handballspielen in seiner Heimatstadt Aachen bei BTB Aachen und der Aachener TG. Danach wechselte er zur Ahlener SG. Ab 2004 war Matthias Flohr Mitglied der Mannschaft des HSV Hamburg. Er bestritt 24 Junioren-Länderspiele für Deutschland. 2009 wurde er in die Nationalmannschaft berufen und spielte sein erstes Länderspiel am 2. Dezember 2009. Nachdem der HSV Hamburg im Januar 2016 Insolvenz anmeldete, schloss er sich dem dänischen Erstligisten Skjern Håndbold an. Ab dem Sommer 2016 stand er beim deutschen Verein HBW Balingen-Weilstetten unter Vertrag. Nach der Saison 2018/19 beendete Flohr seine Karriere und übernahm beim HBW das Co-Traineramt. Ab der Saison 2022/23 trainierte er den TSV Bayer Dormagen. Im Sommer 2024 wurde er Trainer bei HBW Balingen-Weilstetten.

## Erfolge
- Deutscher Meister 2011
- DHB-Pokal-Sieger 2006 und 2010
- Supercup-Sieger 2004, 2006, 2009 und 2010
- Champions-League-Sieger 2013
- Europapokal der Pokalsieger 2007

## Bundesligabilanz
| Saison    | Verein      | Spielklasse | Spiele | Tore | 7-Meter | Feldtore |
| --------- | ----------- | ----------- | ------ | ---- | ------- | -------- |
| 2004/05   | HSV Hamburg | Bundesliga  | 34     | 24   | 0       | 24       |
| 2005/06   | HSV Hamburg | Bundesliga  | 34     | 71   | 14      | 57       |
| 2006/07   | HSV Hamburg | Bundesliga  | 34     | 49   | 1       | 48       |
| 2007/08   | HSV Hamburg | Bundesliga  | 24     | 31   | 1       | 30       |
| 2008/09   | HSV Hamburg | Bundesliga  | 34     | 37   | 1       | 36       |
| 2009/10   | HSV Hamburg | Bundesliga  | 34     | 55   | 0       | 55       |
| 2010/11   | HSV Hamburg | Bundesliga  | 32     | 46   | 1       | 45       |
| 2011/12   | HSV Hamburg | Bundesliga  | 33     | 57   | 4       | 53       |
| 2012/13   | HSV Hamburg | Bundesliga  | 32     | 28   | 0       | 28       |
| 2013/14   | HSV Hamburg | Bundesliga  | 33     | 25   | 0       | 25       |
| 2004–2014 | gesamt      | Bundesliga  | 324    | 423  | 22      | 401      |

## Privates
Flohr ist seit dem 22. Dezember 2009 mit Andrea verheiratet. Seit 2004 studiert er Mathematik und Sport auf Lehramt an der Universität Hamburg. Seine Schwester Lea Flohr spielt ebenfalls Handball.